# Teenage Mutant Ninja Turtles: Out of the Shadows (película)
Teenage Mutant Ninja Turtles: Out of the Shadows (conocida también como Tortugas Ninja 2: Fuera de las sombras, en Hispanoamérica o Ninja Turtles: Fuera de las sombras en España) es una película estadounidense en 3D de ciencia ficción, acción y comedia, dirigida por Dave Green, basada en los personajes de Tortugas Ninja. Es la secuela de Tortugas Ninja (2014) y está escrita por Josh Appelbaum y André Nemec, y protagonizada por Megan Fox, Will Arnett, Stephen Amell, Pete Ploszek, Alan Ritchson, Noel Fisher, Jeremy Howard, Tyler Perry y Laura Linney. La rodaje de la película comenzó el 27 de abril de 2015, en Nueva York. La película fue estrenada en cines el 3 de junio de 2016.

## Argumento
Un año después de la batalla con Shredder y Eric Sacks de ser enviados a prisión, las Tortugas Ninja siguen viviendo en secreto, por haber permitido a Vern Fenwick de tomar el crédito por la derrota de Shredder y Sacks, siendo nombrado como un héroe llamado "El Halcón", y estos van a ver un juego de baloncesto de Nueva York con los Knicks. Como Shredder será transferido a otra prisión, junto con dos delincuentes que estaban siendo transportados junto con él, Bebop y Rocksteady, por el oficial de correcciones, Casey Jones, el Clan del Pie, que se guiarán bajo la dirección del científico Baxter Stockman junto a Karai, atacan el convoy que lo transportaban. Las tortugas, son avisados del ataque por April O'Neil, en intervenir. Stockman todavía es capaz de afectar la fuga de Shredder utilizando un dispositivo de teletransporte, pero Shredder es secuestrado a mediados de teletransporte y termina en otra dimensión. Allí, conoce al señor de la guerra alienígena, el Krang, que le da un compuesto mutagénico a cambio de su promesa de encontrar tres componentes de una máquina Krang, enviado a la Tierra en épocas pasadas, que abrirán un portal a su dimensión cuando se unen, y sabe que Shredder y Stockman tienen la primera pieza. Cuando Casey falló en transportar a los prisioneros, éste decide ir por su cuenta.
En un bar, Shredder recluta a Bebop y Rocksteady quienes escaparon también y tiene un uso de Stockman con el mutágeno de Krang en ellos para transformarlos en poderosos mutantes animales. April es testigo de su transformación, y es capaz de robar el vial del mutagénico. Perseguida por el pie, es rescatada por Casey, utilizando artes de hockey sobre hielo. En la refriega, el clan está detenido por la policía y las tortugas llevan a April y Casey para mostrar sobre la mutación de Bebop y Rocksteady. Donatello deduce que el mutágeno podría ser utilizado, no solo convertir a humanos en animales mutantes, sino convertir las tortugas en seres humanos, lo que les permite llevar una vida normal por encima del subterráneo, pero Leonardo se niega e insiste en mantener en secreto de los otros. Miguel Ángel escucha su conversación y le dice a Rafael, que conduce a una fuerte discusión entre los hermanos. Furioso, Rafael cuenta con Mikey, April, Casey y Vern para entrar en la jefatura de policía de NYPD y recuperar el mutágeno. En el museo nacional, Shredder va con Bebop y Rocksteady en robar la segunda pieza, antes de que Leonardo y Donatello fueran también allá. En la jefatura de policía, Vern distrae a los policías, mientras que April y Casey entran para recuperar el mutágeno, pero El Clan del Pie llegó antes que ellos y en la batalla que siguió la existencia de las Tortugas, se reveló ante la policía, que reaccionan con el miedo y el odio. April y Casey intervienen y dejan que los hermanos escapan, pero ellos dos son detenidos, y ven también las cámaras de TCRI que April robó el mutágeno.
Con las fuerzas de Shredder, habiendo ya recuperado dos de las piezas del dispositivo del portal, las tortugas persiguen a Bebop y Rocksteady mientras se recupera la última pieza de la selva brasileña. Las tortugas se interceptan en avión en un viaje a través de salto en paracaídas, y aunque la batalla se estrella el avión, Bebop y Rocksteady logran escapar con el componente final. El retorno de las tortugas a Nueva York hacen en que ya no quieren ser un equipo ante este fracaso, Stockman y Shredder completan el dispositivo de portal y abren la puerta de entrada a la dimensión de Krang, a través del cual su máquina de guerra está en modular, el Technodrome, que comienza a emerger. Pero luego, Shredder traiciona a Stockman y manda a sus hombres que se lo lleven lejos a Tokio, pero al entrar en la Technodrome después de dejar a Karai a cargo, Krang traiciona a Shredder, lo pone en congelación y lo encierra lejos con su colección de otros enemigos derrotados. April llama a Vern para averiguar sobre la cámara que la incriminó en TCRI.
Viendo que no había manera de combatir la Technodrome discretamente, el debate sobre las tortugas de tomar el mutágeno y convertirse en seres humanos con el fin de luchar abiertamente, cuando Splinter les dice en tomar su decisión. Aunque Leonardo está de acuerdo en hacerlo, Rafael rompe el vial, al darse cuenta de que deben aceptarse a sí mismos. Vern recupera imágenes de seguridad que demuestra crímenes de Stockman y Shredder, en liberar a April y Casey, que les permite establecer una reunión entre las tortugas y la jefa de la policía, Rebecca Vincent, en el que los convencen de que ellos no son enemigos y Vern también les dice la verdad a la policía sobre la captura de Shredder que no lo hizo solo, contó con la ayuda de las tortugas en primer lugar. Las tortugas, luego ir a la acción, al ser transportados por la policía, van enfrentándose a bordo del Krang Technodrome todavía en montaje, luego que April, Casey y Vern van con otros policías en buscar la guarida de Shredder, antes que Karai los detiene y solo ellos 3 logran entran. Mientras tanto al entrar, Casey lucha contra Bebop y Rocksteady al estar ocupados, mientras que April y Vern derrotan a Karai y de tomar el control del dispositivo de portal. Las tortugas localizan la baliza en torno al cual la Technodrome es el montaje y lanzan de nuevo a través del portal, teniendo al Krang y el resto de la Technodrome con él. April, Casey y Vern luego cierran el portal hacia abajo. A medida que desaparece, Krang tardó en largos años en venir y que volverá para su venganza.
En la escena final, Bebop y Rocksteady se toman de nuevo en bajo custodia, mientras que Stockman sigue en libertad, Karai y el clan del Pie son aprehendidos, siendo reportado por April y junto a Vern, quienes retornaron ante el Canal 6. Esa noche, las tortugas son honrados por Vincent y la policía de Nueva York, junto con April, Casey y Vern, y dice que le den una oportunidad a las personas y los aceptarán, pero las tortugas eligen para mantener su existencia en secreto para el público en general, pero siempre contarán con su ayuda cuando quieran.

## Reparto

### Actores
| Actor              | Personaje       | Descripción                                                                                          |
| ------------------ | --------------- | --- |
| Megan Fox          | April O'Neil    | Ex-reportera y buena amiga de las Tortugas Ninja.                                                    |
| Stephen Amell      | Casey Jones     | Luchador profesional con una máscara de hockey, formando una alianza con April, Vern y las Tortugas. |
| Will Arnett        | Vern Fenwick    | Ex-camarógrafo que forma equipo con April, Casey y las Tortugas.                                     |
| Brian Tee          | Shredder        | Malvado líder del clan del Pie y enemigo de las Tortugas.                                            |
| Tyler Perry        | Baxter Stockman | Científico de TCRI con interés que está aliado con Shredder.                                         |
| Brittany Ishibashi | Karai           | Guerrera kunoichi y secuaz de Shredder.                                                              |
| Laura Linney       | Rebecca Vincent | Jefa de la policía de Nueva York                                                                     |

Alessandra Ambrosio, Judith Hoag, el jugador estrella del New York Knicks, Carmelo Anthony; así como los jugadores de Los Angeles Clippers, DeAndre Jordan, JJ Redick y Austin Rivers; junto con los jugadores del Memphis Grizzlies, Matt Barnes y Charlotte Hornets; y el jugador Spencer Hawes van a hacer cameos en la película.

### Actores de voz e intérpretes de captura de movimiento
| Actor                      | Personaje    | Descripción                                                                                              |
| -------------------------- | ------------ | --- |
| Pete Ploszek               | Leonardo     | El líder de las Tortugas y un maestro del Ninjatō o Katana.                                              |
| Alan Ritchson              | Raphael      | El fuerte de las Tortugas y un maestro del Sai.                                                          |
| Jeremy Howard              | Donatello    | El cerebro de las Tortugas y un maestro del Bō.                                                          |
| Noel Fisher                | Michelangelo | El salvaje de las Tortugas y un maestro del Nunchaku.                                                    |
| Tony Shalhoub              | Splinter     | Maestro ninja con la apariencia de una rata y padre de las Tortugas.                                     |
| Peter D. Badalamenti       |              | (intérprete de captura de movimiento)                                                                    |
| Gary Anthony Williams      | Bebop        | Pandillero convertido en un jabalí mutante fuerte y aliado con Shredder.                                 |
| Stephen "Sheamus" Farrelly | Rocksteady   | Pandillero, compañero de Bebop, convertido en un rinoceronte mutante fuerte y aliado con Shredder.       |
| Brad Garrett               | Krang        | Señor de la guerra extraterrestre proveniente de la Dimensión X, y que formará una alianza con Shredder. |

## Doblaje
| Personaje             | Actor original                               | Actor de doblaje                   |
| --------------------- | -------------------------------------------- | ---------------------------------- |
| Leonardo              | Pete Ploszeck                                | Héctor Emmanuel Gómez              |
| Raphael               | Alan Ritchson                                | Gerardo Alonso                     |
| Miguel Ángel          | Noel Fisher                                  | Luis Daniel Ramírez                |
| Donatello             | Jeremy Howard                                | Alan Fernando Velázquez            |
| April O'Neil          | Megan Fox                                    | Liliana Barba                      |
| Casey Jones           | Stephen Amell                                | Irwin Daayán                       |
| Vernon "Vern" Fenwick | Will Arnett                                  | Sergio Gutiérrez                   |
| Maestro Splinter      | Tony Shalhoub (Voz)                          | Herman López                       |
| Maestro Splinter      | Peter D. Badalamenti (Captura de movimiento) | Herman López                       |
| Shredder              | Brian Tee                                    | Jorge Badillo                      |
| Krang                 | Brad Garrett                                 | Facundo                            |
| Bebop                 | Gary Anthony Williams                        | Alex "El Escorpión Dorado" Montiel |
| Rocksteady            | Stephen “Sheamus” Farrelly                   | Gabriel "Werevertumorro" Montiel   |
| Baxter Stockman       | Tyler Perry                                  | Dan Osorio                         |
| Rebecca Vincent       | Laura Linney                                 | Cony Madera                        |
| Karai                 | Brittany Ishibashi                           | Kerygma Flores                     |
| Bartender             | Dean Winters                                 | Dafnis Fernández                   |
| Trevor                | Connor Fox                                   | Alan Bravo                         |
| Carmelo Anthony       | Carmelo Anthony                              | Carlo Vázquez                      |
| Jill Martin           | Jill Martin                                  | Jocelyn Robles                     |

## Producción
Después de que la película de 2014 superó las expectativas de taquilla, Paramount y Nickelodeon anunciaron oficialmente que dieron luz verde a una secuela, para ser estrenado en los cines el 3 de junio de 2016, con planes para incorporar los personajes de Casey Jones, Bebop y Rocksteady. Jonathan Liebesman y Brad Fuller también estaban interesados en hacer una historia que involucre a la Dimensión X.
En diciembre de 2014, se reveló que Paramount estaba en las primeras negociaciones con el director de Earth to Echo, Dave Green, para dirigir la secuela, también revelando que Jonathan Liebesman ya no era parte del proyecto. Megan Fox y Will Arnett confirmaron que regresarán como April O'Neil y Vern Fenwick, respectivamente, también volverá Shredder, mientras que Bebop y Rocksteady debutarán en la película. En una entrevista, William Fichtner confirmó que regresará como Eric Sacks, aunque no terminó apareciendo en la película. La producción fue confirmado para comenzar en abril de 2015, junto con el casting que incluye a Alessandra Ambrosio y varios miembros de Los Angeles Clippers. El 31 de marzo Stephen Amell fue elegido para interpretar a Casey Jones, después de la lectura de pruebas, junto a varios actores diferentes. Amell discutió brevemente el papel, reconociendo las similitudes en el carácter de Oliver Queen personaje de Arrow que el interpreta. Afirmó que los personajes son "fundamentalmente diferentes" entre sí, pero que Casey puede parecerse al Oliver de versiones anteriores. El 23 de abril, Tyler Perry, fue elegido como el científico Baxter Stockman sustituyendo a K. Todd Freeman. El 27 de abril, Brian Tee se unió al reparto para interpretar a Shredder reemplazando a Tohoru Masamune de la primera película. El 30 de abril, Laura Linney fue agregada en un papel no especificado El 14 de mayo, Gary Anthony Williams ha sido elegido como Bebop, y el 28 de mayo, el luchador de la WWE Stephen "Sheamus" Farrelly fue confirmado para interpretar a Rocksteady. El 27 de mayo, Minae Noji fue sustituido por Brittany Ishibashi en el papel de Karai. En agosto de 2015, la ex superestrella del WWE, CM Punk, reveló que él perdió el papel de Rocksteady contra Sheamus.

### Rodaje
La filmación comenzó en abril en Nueva York y Buffalo, el gasto de fue de alrededor de $70 millones de dólares en el estado. El rodaje de la película comenzó el 27 de abril de 2015, en la ciudad de Nueva York cuando el equipo de la película fue visto filmando en Midtown Manhattan. El rodaje en Buffalo comenzó el 4 de mayo de 2015 a lo largo de la ruta Kensington Expressway y terminó el 17 de mayo de 2015. El rodaje concluyó en agosto de 2015.

### Música
El 2 de abril de 2016, Steve Jablonsky reveló que iba a componer la banda sonora, en sustitución de Brian Tyler de la primera película. La banda de chicos adolescentes mexicanos, CD9 realizó una versión actualizada del programa original del tema para la película. La banda sonora cuenta de la película fue lanzado el 3 de junio de 2016, en discos compactos digitales. La música nombrada, Turtle Power. También la canción War de Edwin Starr está en la banda sonora de la película.

## Recepción

### Taquilla
La película recaudó $35.316.382 en su primer fin de semana en Estados Unidos y $33.000.000 en otros territorios para un total de $68.316.382 mundialmente.
Hasta el 20 de julio del 2016, la película ha recaudado $80.908.727 en la taquilla estadounidense y $150.300.000 en la taquilla extranjera, recaudando así un total de $231.208.727.

### Crítica
La película ha recibido críticas mixtas de parte de la crítica pero más positivas de parte de la audiencia. En el portal de internet Rotten Tomatoes tiene una aprobación de 38% basada en 141 reseñas, con una puntuación de 4.7/10 de parte de la crítica, mientras que los usuarios le han dado una aprobación de 55%. En Metacritic ha recibido una calificación de 40 de 100 basada en 30 reseñas, indicando "críticas mixtas". Las audiencias de CinemaScore le dieron una calificación de "A-" en una escala de A+ a F, mientras que IMDb, los usuarios le han dado una puntuación de 6/10 basada en más de 69,000 votos.

## Futuro

### Secuela cancelada
El 16 de agosto de 2014, Noel Fisher reveló en una entrevista que él y los cuatro actores en hacer a las tortugas habían firmado para tres películas. Megan Fox también había firmado para tres películas. El 20 de mayo de 2016, Tyler Perry ha dicho que si una tercera película se realiza, su personaje Baxter Stockman, probablemente mutaría en su forma de mosca durante la película. Pete Ploszek también expresó interés en repetir su rol en la tercera pelīcula como Leonardo. El 29 de octubre de 2016, Andrew Form anunció que una tercera película no sería posible.

### Futuro reinicio
El 20 de junio de 2018, se reportó que Paramount Pictures nuevamente reiniciaría la serie con Bay, Fuller y Form regresando para producir la película y con Andrew Dodge a cargo del libreto. Fuller y Form anunciaron en la vigesimocuarta edición de los Critics' Choice Awards que la producción del reinicio empezaría en 2019.